# Hippoltsried
Hippoltsried ist ein Ortsteil des Marktes Neukirchen-Balbini im Landkreis Schwandorf des Regierungsbezirks Oberpfalz im Freistaat Bayern.

## Geografie
Der Weiler befindet sich zwischen Fronau und Raubersried.
Koordinaten: 49° 16′ 14,6″ N, 12° 27′ 2,2″ O